# Eupithecia dilucida
Eupithecia dilucida es una especie de polilla de la familia Geometridae. La especie fue descrita por primera vez por William Warren habiendo sido descrita en 1899, con distribución en África. El holotipo de la especie fue descrita en los alrededores de Nandi, Uganda.
Es una polilla pequeña con una envergadura de 19 milímetros (0,7 plg). Las alas anteriores cuentan con escamas finas, de color blanco grisáceo, con un ligero tinte verdoso, muy espolvoreadas con escamas negruzcas.